# Професионална гимназия по туризъм „Пейо Яворов“ (Добрич)
Професионална гимназия по туризъм „Пейо Яворов“ е гимназия в град Добрич, с държавно финансиране, в което се обучават ученици от 1 до 12 клас. Разположено е на адрес: булевард „25 септември“ № 36.

## История
Училището е основано на 1 септември 1967 г. в град Балчик, то е първото за региона средно училище по туризъм с две специалности „Готвач“ и „Сервитьор“. През септември 1968 г. училището е преместено в Добрич.